# گیم‌تریلرز
گیم‌تریلرز (به انگلیسی: GameTrailers) (مخفف :GT) یک وب‌گاه مخصوص ارائه تریلر و پیش نمایش بازی‌ها و فیلم‌ها بود.
کاربران آن می‌توانستند ویدئو بارگذاری کنند، بلاگ بسازند یا در تالارهای گفتگوی آن بحث کنند، و همچنین قادر به ایجاد بخش‌هایی برای بازی‌های خاصی بودند.
در تاریخ ۸ فوریه ۲۰۱۶، اعضای این وب‌گاه در توییتر و فیس‌بوک اعلام کردند، گیم تریلرز پس از ۱۳ سال فعالیت سرانجام به کار خود پایان داد.